# No tan dolent com això
No tan dolent com això (títol original: Pas si méchant que ça) és una pel·lícula franco-suïssa dirigida per Claude Goretta, estrenada el 1975. Ha estat doblada al català.

## Argument
Per intentar salvar la seva ebenisteria de la fallida, Pierre (Gérard Depardieu) decideix cometre atracaments. En el transcurs d'un d'ells, coneix Nelly (Marlène Jobert)...

## Repartiment
- Gérard Depardieu: Pierre
- Marlène Jobert: Nicole
- Dominique Labourier: Muriel
- Philippe Léotard: Julien
- Paul Crauchet: Henri
- Michel Robin: François
- Jacques Debary: Georges
- Guillaume Depardieu: Loïc

## Al voltant de la pel·lícula
- Destacar la presència de Guillaume Depardieu, aleshores un nen.